# Aftertaste
Aftertaste è un album della band statunitense degli Helmet, pubblicato nel 1997 dalla Interscope Records. Sarà anche l'ultimo album in cui sono presenti due dei membri originari, Henry Bogdan al basso e John Stanier alla batteria. Il chitarrista Rob Echeverria, presente nelle registrazioni dell'album Betty (1994), lasciò la band prima della registrazione dell'album per unirsi ai Biohazard. Quindi la formazione presente in questo lavoro si ridusse a tre elementi, con Page Hamilton che registrò tutte le parti di chitarra, sia ritmica che solista. Per il tour di supporto all'album venne inserito Chris Traynor (ex Orange 9mm). Anche in questo album si sente il classico suono della band, con la ritmica sincopata delle chitarre e la batteria e il basso che offrono una solida base ritmica.

## Tracce
Testi e musiche di Page Hamilton, eccetto dove indicato.
1. Pure – 3:32
2. Renovation – 2:55 (Page Hamilton, Henry Bogdan, John Stanier)
3. Exactly What You Wanted – 2:36
4. Like I Care – 3:19
5. Driving Nowhere – 4:19
6. Birth Defect – 2:31
7. Broadcast Emotion – 2:44
8. It's Easy to Get Bored – 3:26
9. Diet Aftertaste – 3:16
10. Harmless – 2:58
11. (High) Visibility – 2:41
12. Insatiable – 2:31 (Page Hamilton, Henry Bogdan, John Stanier)
13. Crisis King – 3:54

Traccia bonus nella versione giapponese
1. Complete

## Formazione
- Page Hamilton – voce, chitarra
- Henry Bogdan – basso
- John Stanier – batteria